# Ninì Pietrasanta
Ninì Pietrasanta (Bois-Colombes, 26 dicembre 1909 – Arese, 23 febbraio 2000) è stata un'alpinista italiana, moglie di Gabriele Boccalatte.
Fu, dopo Mary Gennaro Varale, una delle prime donne a cimentarsi con questa disciplina fino ad allora tradizionalmente praticata degli uomini.

## Biografia
Nata nel 1909 a Bois-Colombes, nei sobborghi di Parigi, dove il padre Riccardo professore di Ragioneria presso l'Università Bocconi di Milano e tra i fondatori della Banca Lombarda Depositi e Conti Correnti (popolarmente detta "Lombardona") risiedeva per lavoro, Ninì (diminutivo di Ortensia Ambrogina Adelaide Carlotta Aideé) rimane presto orfana dell madre Mariuccia Vernansal de Villeneuve (1890-1924) e si trasferisce in tenera età a Milano. Qui cresce in un ambiente liberale a contatto con l'alta borghesia cittadina, formandosi alla musica (studia violino e violoncello), alla pittura (fu allieva di Giuseppe Mascarini) e imparando i primi rudimenti di fotografia e l'utilizzo della cinepresa, strumenti con cui documenterà le sue avventure.

### I primi passi
Fin da giovanissima si appassiona alla montagna e, grazie alle amicizie coltivate negli anni dell'adolescenza milanese e incoraggiata dal padre, affronta le prime ascese sul gruppo del Monte Rosa e dell'Ortles. Accanto a lei le guide Giuseppe Chiara di Alagna e Tita Piaz con cui si cimenta in salite di grande impegno fisico e mentale: la Punta Thurwieser il 7 agosto 1929 attraverso la cresta sud; la nord del Lyskamm Orientale il 26 agosto 1929 e che ne fu la prima ascensione femminile; la nord-ovest della Zumstein il 10 agosto 1930; il versante nord del Corno Bianco.
Sono le prime esperienze in quota che le danno notorietà nell'ambiente alpinistico italiano degli anni trenta. Così la descriveva un editoriale de "Lo Scarpone", organo di stampa ufficiale del Club Alpino Italiano: "Una gentile fanciulla che difende la propria passione nei confronti di un'opposta tendenza che vorrebbe vedere la donna vera solo sotto l'aspetto di un fiorellino ovattato, privo di energie e di colore, e senza un carattere e una propria personalità".
Nel 1932 il conte Aldo Bonacossa, successivamente presidente del Club Alpino Accademico Italiano dal 1933 al 1947, invita la Pietrasanta in Abruzzo ad affettuare alcune escusrsioni sci-alpinistiche di ampio respiro, come la traversata del gruppo del Gran Sasso e la prima salita con gli sci della vetta orientale del Corno Grande.
Di quell'esperienza la Pietrasanta rende testimonianza in un lungo articolo pubblicato sulla rivista mensile del CAI (Gran Sasso d'Italia, in “Rivista mensile Club Alpino Italiano”, Vol. LI, dicembre 1932, n° 12, Torino, 1932, pag. 733-739) nel quale, accanto a una minuziosa descrizione degli aspetti tecnici della traversata, trovano spazio commenti personali e quasi poetici.

### La svolta
Nell'estate del 1932 Ninì Pietrasanta incontra a Chamonix il torinese Gabriele Boccalatte che diverrà prima suo compagno di cordata e poi marito. Il 17 luglio mentre è impegnato in un'ascesa scivola ferendosi: verrà poi curato dalla Pietrasanta che aveva da poco conseguito il diploma di infermiera. "Dopo le cure - scriverà la Pietrasanta- Boccalatte voleva tornare al Leschaux. Mio padre disse che era meglio accompagnarlo, e così feci. Ricordo che ci siamo fermati sotto un gran masso, e lui mi parlava del suo pianoforte (era infatti un valente pianista), io di casa mia. Poi abbiamo proseguito verso il rifugio, sempre raccontandocela". Fu questa la prima di una lunga serie di arrampicate che Ninì Pietrasanta e Gabriele Boccalatte fecero insieme.

### Gli anni "eroici"
Il sodalizio sportivo e umano dei due si consolida, e attorno a loro si forma una nutrita schiera di alpinisti che costituisce una compagnia stabile e affiatata. Alcuni di essi, come Giusto Gervasutti e Renato Chabod, sono amici del Boccalatte, altri come Leopoldo Gasparotto, Piero Zanetti o Vitale Bramani della Pietrasanta, conosciuti durante le frequentazioni della buona società milanese. Insieme scalano le vette del gruppo del Monte Bianco, si incontrano in città, trascorrono lunghi periodi di vacanza con le rispettive famiglie.

### Le scalate
Tra il 1932 e il 1936 la Pietrasanta e Boccalatte firmano numerose imprese memorabili: sono gli anni più maturi dell'epoca cosiddetta del Sesto Grado. Storica rimarrà la conquista della parete ovest dell'Aiguille Noire de Peuterey, una delle più belle e più difficili del versante italiano del Monte Bianco.
- 19 luglio 1932 con Renato Chabod, Piero Ghiglione e Piero Zanetti, partendo dal Rifugio Leschaux, rimontano il ghiacciaio fino al pianoro del Les Périades e salgono un gendarme di circa 50 metri senza nome. Raggiunta la vetta la battezzano Pointe Ninì (3.455 m) in onore della loro compagna;[7]
- 18 luglio 1933 con Giusto Gervasutti e Piero Zanetti compiono la traversata dei Rochers della Brenva con la salita alla Tour de la Brenva;
- 23 luglio 1933 alle Aiguilles du Diable salgono la Pointe Chaubert, la Pointe Médiane e Pointe Carmen con traversata al Mont Blanc du Tacul;
- 10 agosto 1934 con Michele Rivero, realizzano la 4° ascensione per lo spigolo nord-nord-ovest della Père Eternel sul gruppo della Tour Ronde;
- 16 agosto 1934 aprono una nuova via sulla parete Est e sulla cresta sud-est dell'Aiguille de la Brenva ("Via Boccalatte");[8]
- 3-5 settembre 1934 compiono la terza ascensione della cresta sud dell'Aiguille Noire de Peuterey;[9]
- 16 luglio 1935 con Renato Chabod e Giusto Gervasutti realizzano la prima ascensione del Pic Adolphe salendo per lo spigolo ovest e la parete nord;[10][11]
- 25-26 luglio 1935 dopo una ricognizione effettuata qualche giorno prima compiono il primo tentativo di conquista della parete ovest dell'Aiguille Noire de Peuterey, che fallisce a causa di una terribile tempesta di neve;
- 1º agosto 1935 riescono finalmente a conquistare la difficilissima parete ovest e la cresta sud della Punta Bich dell'Aiguille Noire de Peuterey;[12]
- 19-20 agosto 1936 con Alfonso Castelli e Renzo Ronco cercano di salire alle Grandes Jorasses attraverso la Cresta di Tronchey ma la neve li fa desistere e tornano a Entrèves;
- 24 agosto 1936 tracciano una grande via sulla parete sud-ovest dell'Aiguille Blanche de Peuterey;[13]
- 28 agosto 1936 aprono una nuova via attraverso il pilone nord-est del Mont Blanc du Tacul, che tuttora porta il nome di Gabriele Boccalatte[14] e che varrà ai due alpinisti la Medaglia d'oro al valore atletico.

### Il matrimonio e la tragedia
Quella del 28 agosto di quell'anno sarà l'ultima scalata importante che i due compiono insieme e di cui oggi restano fotografie e alcune pellicole. Di lì a qualche mese i due decideranno di sposarsi e dal matrimonio, celebrato il 28 ottobre del 1936, nasce l'anno successivo Lorenzo. Il 24 agosto 1938 il marito tenta, insieme a Mario Piolti, una nuova via sull'inviolata parete sud dell'Aiguille de Triolet: l'impresa però fallisce e i due alpinisti precipitano e perdono la vita. I loro corpi saranno trovati solo qualche giorno dopo ai piedi del ghiacciaio delle Grandes Jorasses. Il rifugio che sorge a quota 2804, poco lontano dal luogo della tragedia, porta oggi il nome dei due sfortunati alpinisti.
La Pietrasanta, non ancora trentenne e con un figlio neonato, decide di abbandonare l'alpinismo estremo chiudendo la sua attività dopo soli pochi anni di impegno e numerosi successi.
Nel 1998, poco prima della morte avvenuta nel 2000, fu nominata socio ad honorem del Club Alpino Accademico Italiano.

## Gli scritti e i filmati
Ninì Pietrasanta si dedicò in maniera proficua anche alla scrittura e alle arti visive. I suoi resoconti vennero pubblicati dalle riviste ufficiali del Club Alpino Italiano con le quali collaborò per molti anni e su numerosi periodici; scrisse un libro di memorie e curò la pubblicazione di "Piccole e grandi ore alpine", il diario di Gabriele Boccalatte uscito postumo nel 1939.

### Il libro: Pellegrina delle Alpi

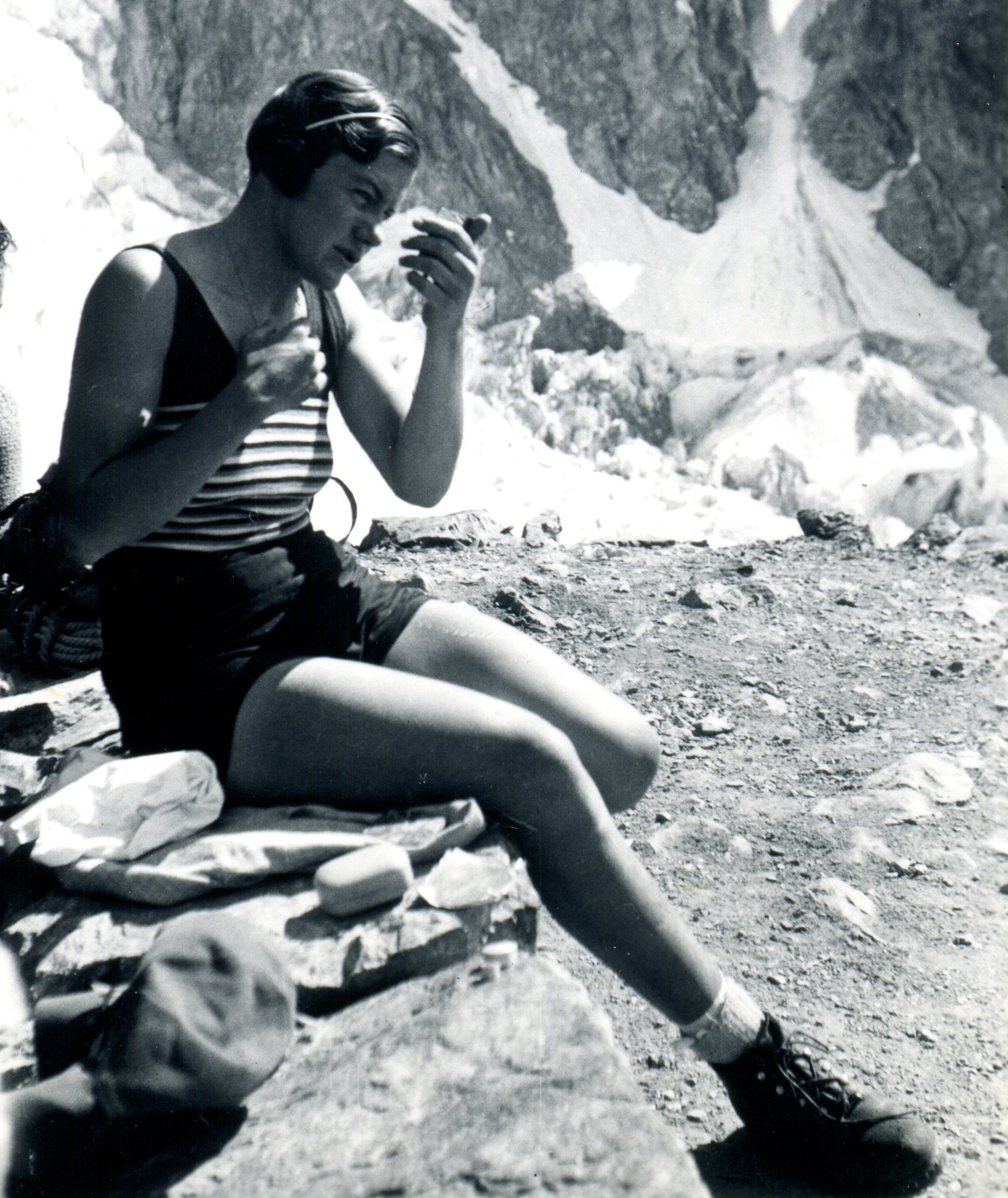
Ninì Pietrasanta, 1933

Dedicato al padre (Che m'ha insegnato a guardare alto e lontano), Pellegrina delle Alpi è un diario di montagna pubblicato nel 1934 dall'Editore Antonio Vallardi nel quale Ninì racconta il suo approccio alla montagna. Nel primo capitolo, La donna in montagna, l'alpinista immagina un colloquio con uomo dotto ma di strette vedute che la critica per la sua scelta di avventurarsi in un'attività come l'arrampicata fino ad allora prettamente maschile. È una sorta di manifesto nel quale la Pietrasanta difende le sue decisioni, le argomenta, sostiene e incoraggia la presenza delle donne in montagna e smonta le opposizioni dell'uomo che vorrebbe la moglie chiusa tra le mura di casa pronta ad accogliere il marito che torna al focolare.
Il volume, composto da 13 capitoli in cui non mancano i passaggi poetici e lontani dalla retorica sulla montagna derivata dalla prima guerra mondiale, passa poi in rassegna la storia della Pietrasanta come alpinista, dai primi passi fino all'incontro con Boccalatte, dà conto dei canti alpigiani, delle guide, dei rifugi incontrati nelle sue ascensioni. Si sofferma sulla pratica dello sci e si conclude con una serie di considerazioni sull'alpinismo e sul sentimento che nasce da tale pratica.

### I filmati e le fotografie: un immenso archivio
Negli anni più intensi della sua carriera di alpinista Ninì Pietrasanta portava sempre con sé una cinepresa in 16 millimetri e una piccola macchina fotografica con cui documentava ogni scalata, ogni discesa sugli sci, ogni momento di convivialità in montagna. Documenti filmati che lei girava, montava e poi regalava ai diversi compagni di cordata. Ma che le valsero anche alcune committenze in qualità di cine-operatrice, come quella della neonata Scuola Militare Alpina di Aosta per riprendere il giuramento degli Alpini nel 1935 sulla vetta del Monte Bianco.
Qualche anno dopo la morte, il figlio Lorenzo scoprì un enorme archivio composto da oltre 2.400 fotografie perfettamente catalogate e diversi rulli inediti di pellicole girati tra il 1932 e il 1936. La raccolta è uno strumento importante alla comprensione dell'alpinismo dei primi anni del Novecento -nessuno al di fuori della Pietrasanta aveva mai portato una cinepresa in arrampicata- e per la ricostruzione della biografia dell'alpinista.
Nel 2014 Gigi Giustiniani e Raffaele Rezzonico realizzano il film Ninì che ricostruisce la storia della Pietrasanta e del marito utilizzando in gran parte il materiale recuperato dal figlio. Il film si è aggiudicato nel 2015 la Genziana d'oro del Club Alpino Italiano per il miglior film di alpinismo e il premio Città di Imola alla 63ª edizione del Trento Film Festival, la sezione Cinemabulante dell'Euganea Film Festival oltre che riconoscimenti al Festival Nuovi Mondi, al Cervino Cinemountain, al Sestriere Film Festival, allo Spotkania z Film Górskim di Zakopane (Polonia), all'Euganea Film Festival di Montegrotto Terme, al Nuovi Mondi Film Festival di Valloriate, al Cervino Cinemountain di Cervinia, al Festival Internazionale Film di Montagna di Poprad (Slovacchia), al EHO Mountain Film Festival di Skopje (Macedonia), al Bansko Mountain Film Festival di Bansko (Bulgaria), al Krakowski Festival Gòrski di Cracovia (Polonia), al Dutch Mountain Film Festival di Heerlen (Olanda), al Overtime Film Festival di Macerata.